# Индијанола (Калифорнија)
Индијанола (енгл. Indianola) насељено је место без административног статуса у америчкој савезној држави Калифорнија.

## Демографија
По попису из 2010. године број становника је 823.
| Група             | 2000.    | 2010.       |
| Белци             | 0 (0,0%) | 689 (83,7%) |
| Афроамериканци    | 0 (0,0%) | 2 (0,2%)    |
| Азијати           | 0 (0,0%) | 11 (1,3%)   |
| Хиспаноамериканци | 0 (0,0%) | 44 (5,3%)   |
| Укупно            | 0        | 823         |